# Devil Came to Me (canción de Dover)
«Devil Came to Me» es una canción compuesta por Dover y publicada como la canción de apertura de su segundo álbum de estudio Devil Came to Me, que vendió más de 800 000 copias.

## Apariciones
- Se utilizó en una recopilación de canciones de grupos reveladores del momento, bajo el nombre de "GenerationNext Music By Pepsi".[1]
- Un fragmento de la canción (concretamente el estribillo con la frase "I lied for you, I lied for you") fue incluido en un popular anuncio televisivo de Radical Fruit Company en 1997, lo que les dio gran fama.[2][3]
- La canción aparece en la película española de 2001 "No te fallaré".[4]
- Una remezcla de la canción, con el nombre "Devil Came to Me 07", fue incluida en el álbum recopilatorio 2, publicado en noviembre de 2007.